# Teddy Sears
Edward M. „Teddy” Sears (ur. 6 kwietnia 1977 w Waszyngtonie) – amerykański aktor telewizyjny i filmowy.

## Życiorys

### Wczesne lata
Urodził się w Waszyngtonie jako syn Charlotte i Edwarda Searsów. Jego rodzina osiedliła się w Stanach Zjednoczonych w Plymouth w Massachusetts, na początku XVII wieku. Wychowywał się w Chevy Chase w Maryland z dwoma braćmi - Christianem i Rickym oraz siostrą Daną. Uczęszczał do Landon School w Bethesda. 
Sears grał w uniwersyteckiej drużynie futbolowej na Uniwersytecie Marylandu w College Park, zainspirowany przez pradziadka, Henry’ego Edwarda Searsa, który zdobył złoty medal na igrzyskach olimpijskich 1912, a także przez ciotkę, Mary Sears, która w 1956 zdobyła brąz na Igrzyskach Olimpijskich. W 1999 ukończył studia na Uniwersytecie Wirginii, wydział zarządzania w biznesie. Po ukończeniu studiów przeprowadził się na Hawaje  i spędził czas pracując na statku i nurkując.

### Kariera
Kariera biznesowa Searsa została odsunięta na bok, gdy po ukończeniu studiów przybył do Nowego Jorku. Po pierwszym przesłuchaniu, w 2001 otrzymał rolę jako Chad Bennett w 7207. odcinku opery mydlanej ABC Tylko jedno życie (One Life to Live). Studiował aktorstwo pod kierunkiem trenera Williama Espera i w nowojorskim Herbert Berghof Studios.
W 2005 wystąpił jako Batman w Late Show with David Letterman i jako Ślepy Sprawiedliwy w Late Night with Conan O’Brien. W serialu TNT Raising the Bar (2008–2009) zagrał postać Richarda Patricka Woolsleya, obrońcy z urzędu u boku Marka-Paula Gosselaara i Jane Kaczmarek.

## Życie prywatne
5 października 2013 poślubił aktorkę Milissę Skoro. W wolnym czasie surfuje i gra w hokeja na lodzie.

## Filmografia

### Filmy fabularne
- 2001: Droga do wolności (To End All Wars) jako spadochroniarz
- 2005: The Legacy of Walter Frumm jako Stephen
- 2005: In Between jako Ken
- 2006: Cosa Bella jako mąż
- 2007: Strażacki pies (Firehouse Dog) jako Terrance Kahn
- 2008: Os Desafinados jako Cool New Yorker
- 2009: Samotny mężczyzna (A Single Man) jako pan Strunk
- 2010: Backyard Wedding jako Evan Slauson
- 2010: Lista klientów (The Client List) jako Rex Horton
- 2012: Nietykalny Drew Peterson (Drew Peterson: Untouchable) jako Mike Adler

### Seriale TV
- 2001: Seks w wielkim mieście (Sex and the City) jako chłopak na pokazie mody
- 2001: Tylko jedno życie (One Life to Live) jako Chad Bennett
- 2003: Prawo i porządek: sekcja specjalna (Law & Order: Special Victims Unit) jako Josh Sanford
- 2004: Whoopi jako kelner
- 2004: Prawo i porządek: Zbrodniczy zamiar (Law & Order: Criminal Intent) jako Teddy
- 2005: Late Show with David Letterman jako Ślepy Sprawiedliwy
- 2005: Late Night with Conan O’Brien jako HDTV Conan
- 2005: Late Show with David Letterman jako Batman
- 2006: Sprawiedliwy (Justice) jako Greg Hall
- 2006: Studio 60 (Studio 60 on the Sunset Strip) jako Darren Wells
- 2006: CSI: Kryminalne zagadki Miami (CSI: Miami) jako Peter Kinkella
- 2006-07: Brzydula Betty (Ugly Betty) jako Hunter
- 2007: Jestem Paige Wilson (I'm Paige Wilson) jako Lyle Trillon
- 2007: Fugly jako Blake
- 2007: Raines jako Mitchell Parks
- 2007: Trzy na jednego (Big Love) jako Greg Samuelson
- 2007: Mad Men jako Kicks Matherton
- 2008: Ale jazda! (Carpoolers) jako przystojniak
- 2008: Las Vegas jako Brian O’Toole
- 2008: Sposób użycia (Rules of Engagement) jako Drake
- 2008: Raising the Bar jako Richard Patrick Woolsley
- 2008-09: Kim jest Samantha? (Samantha Who?) jako Brad
- 2009: Dollhouse jako Mike
- 2010: Prawo i porządek: sekcja specjalna (Law & Order: Special Victims Unit) jako A.D.A. Garrett Blaine
- 2010–2011: Obrońcy (The Defenders) jako zastępca prokuratora okręgowego Thomas Cole
- 2011: In Plain Sight jako Tom Kulpak
- 2011: Nie ma lekko (Necessary Roughness) jako Bobby Caldwell
- 2011: Torchwood: Miracle Day jako niebieskooki człowiek
- 2011: American Horror Story: Murder House jako Patrick
- 2011: Partnerki (Rizzoli & Isles) jako Rory Graham
- 2011–2013: Zaprzysiężeni (Blue Bloods) jako Sam Croft
- 2012: Prawo Harry’ego (Harry’s Law) jako Alan Bagley
- 2012-13: 666 Park Avenue jako detektyw Hayden Cooper
- 2013–2016: Masters of Sex jako dr Austin Langham
- 2015–2016, 2018: Flash jako Jay Garrick
- 2017: 24: Dziedzictwo jako Keith Mullins
- 2018: Poza czasem jako Lucas Calhoun
- 2018: Sposób na morderstwo jako dr Abe Charmagne
- 2018–2019: Chicago Fire jako Kyle Sheffield